# Giulio Claro
Giulio Claro (Alessandria, 1525 – Cartagena, 1575) fue un político, jurista, diplomático y escritor humanista italiano.

## Biografía
Giulio Claro nació en Alessandria, ciudad de la Lombardía, el seis de enero de 1525. Sus padres fueron Giovanni Luigi Claro e Ippolita Gambaruti, pertenecientes a la aristocracia de la ciudad. El padre, importante jurista, detentó varios cargos públicos primero en la patria Alessandria y después también en Milán. Allí fue abogado fiscal en el 1531 y senador por segunda vez en 1534. Parece ser que la madre Ippolita tuvo inquietudes literarias; hay noticias de que tradujera la Eneida en octavas y compusiese algunas poesías.
Giulio fue pronto encaminado hacia la carrera judicial. Esta vía estaba marcada por una larga tradición familiar. Se trata de una orientación común en el siglo XVI para las familias aristocráticas pero sin fuertes raíces feudales ni vocación guerrera. El caso de Giulio Claro, tal orientación se dirigiría hacia la toma de posesión de los rangos de la burocracia local, utilizando el prestigio conseguido por los antepasados en la ciudad de origen, pasando las etapas del colegio de juristas locales, para conducirse hasta las magistraturas centrales.
Poco se sabe de sus estudios universitarios. El mismo Claro, en algunas cuestiones del tercer libro de las Sententiae receptae, nombra como sus maestros, además de Andrea Alciato,  a dos famosos profesores de Pavía: Niccolò Belloni y lacopo Alba, y señalaba también un período transcurrido en las aulas de la Universidad de Bolonia. El periodo universitario fue precoz y breve, acabó en 1536, y gracias a la intensidad de los estudios Claro consiguió dominar en ese tiempo todo tipo de textos jurídicos. Se habla de la influencia de Alciato en la perspectiva de los estudios del joven Claro, sobre todo en la actitud frente al tratamiento de los textos jurídicos, con una mezcla entre la madura filología y la erudición (reflejaу da en una severa atención en la elaboración de los conceptos). Seguramente Alciato guio a su discípulo hacia un humanismo de ancho horizonte y de gran apertura. A principios de 1550 obtuvo el doctorado en Pavía y pronto volvió a y Alessandria, dedicándose a la asesoría legal durante seis años.
Esta actividad no le impidió comenzar (en el período 1550-56) el camino de la 'gloria' de jurista famoso con la composición de una gran obra, con la que diseñaba realizar su inculcado ideal humanista. Entre estos trabajos se cuentan la A Carolo Magno usque ad hodierna tempora, una cum genealogia omnium fere Principum christianorum (una historia universal que quedó incompleta) y el diálogo filosófico Raggionamento della possanza d'Amore (Madrid, Bibl. nac., ms. 613).
Mientras escribía estas obras, Giulio Claro seguía ascendiendo los grados de la magistratura lombarda. En 1556 fue nombrado senador de Milán: el nombramiento le llegó a Mantua, donde se había refugiado de los peligros de la guerra franco-española. Desde Mantua escribió el 7 de febrero una carta a los presidentes y a los Ancianos de Alessandria, agradeciendo el apoyo prestado a su candidatura.
Desde el cargo de senador, Claro acumuló una experiencia forense que se reflejaría después en su obra posterior. También sus trabajos judiciales le brindaron la posibilidad de aumentar y mejorar sus relaciones con los personajes del ámbito de la administración del Milanesado. Fue posteriormente nombrado pretore de Cremona para el bienio 1560-61, llevando a cabo tanto sus deberes judiciales como haciendo frente a una dura etapa de carestía, de malas relaciones con los estados vecinos, de tumultos internos ... Lo que le valió el nombramiento de ciudadano honorario de Cremona y la erección de una estatua.
Pronto sus trabajos lo llevarán al punto de mira de la administración española de Milán. A principios de 1563 Felipe II retoma su empeño de reformar las magistraturas milanesas, entre otros cambios se diseñaba que el actual regente del Consejo de Italia (con sede en Madrid), G. Casati, debería volver a Milán, y empezó a sonar el nombre de Giulio Claro para relevarlo en el puesto vacante. Sin embargo al final Casati permaneció en Madrid y Claro, eso sí, fue nombrado presidente de la Magistratura Extraordinaria de las Entradas. Claro cumplió con energía su cometido, gracias a su espíritu dinámico y a sus conocimientos de los entresijos de la administración milanesa, estableciendo una comunicación directa con el monarca.
Mientras en septiembre de 1565 preparaba una publicación de las Sententiae, le llegó el nombramiento de regente del Consejo de Italia. En noviembre ya se encontraba en la corte de Madrid, donde permaneció cerca de diez años. En ese cargo fue actor decisivo en muchas cuestiones de alto relieve político a nivel europeo. Entre 1572 y 1575, por ejemplo, fue consultado sobre cuestiones jurídico-políticas por don Juan de Austria, por Felipe II y por el duque de Saboya.
Las obras del período de la regencia y de su etapa española son: Ammaestramenti sopra il ben vivere e il ben morire (publicado en Florencia, G. Marescotti, 1582) y el Liber V sententiarum (publicado en Venecia, Io. Gryphium, 1568), su trabajo más famoso, dedicado a Felipe II. Este Liber V se convirtió en una obra de obligada consulta en los siglos posteriores, con numerosas reediciones, y creció con muchas adiciones de juristas posteriores, una obra que fundó durante mucho tiempo la gran autoridad de Giulio Claro en el derecho criminal de toda Europa.
Giulio Claro murió repentinamente en Cartagena el 13 de abril de 1575, desde donde pensaba dirigirse a Génova por encargo del rey de España.

## Obras

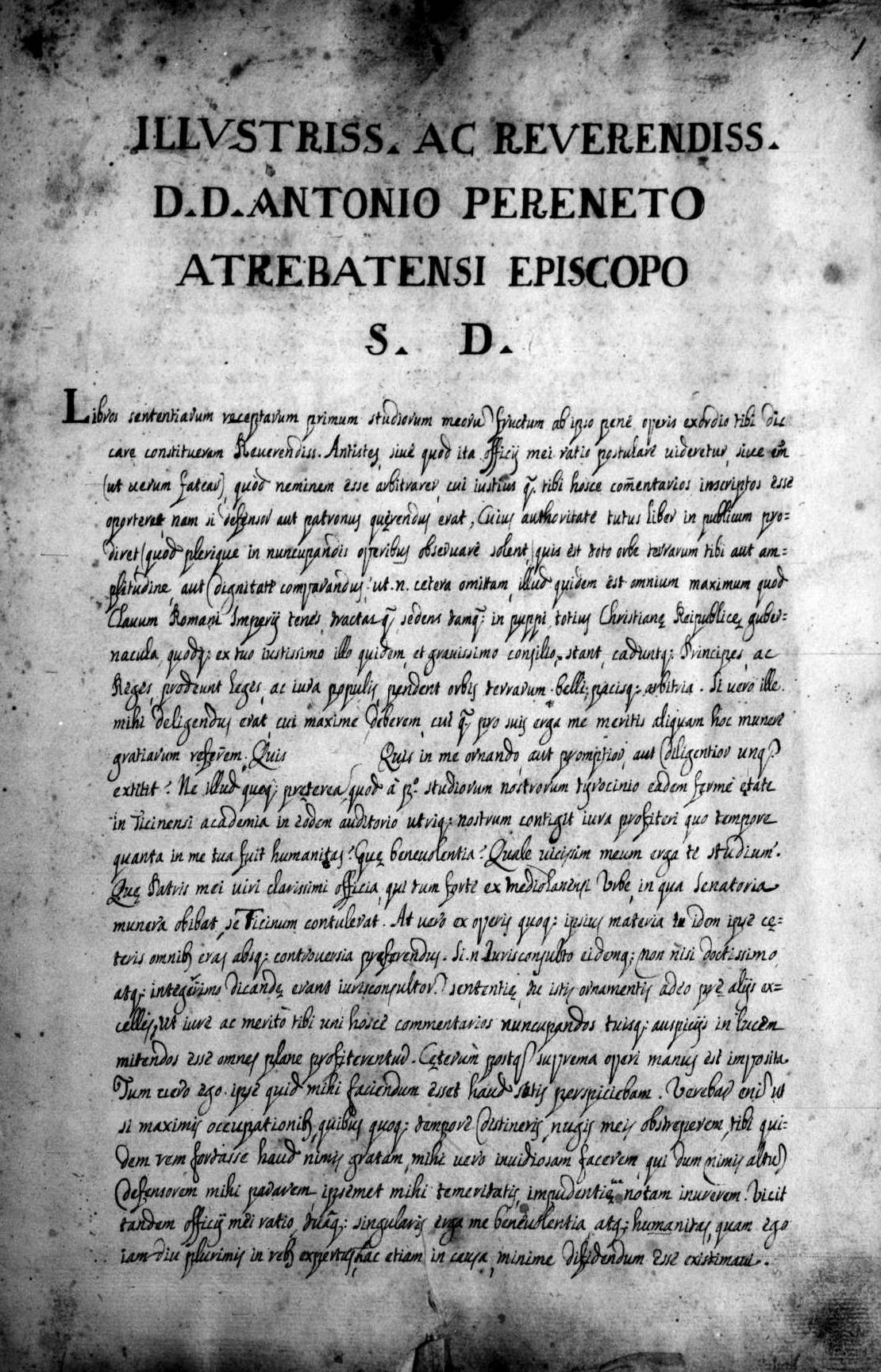
Libri sententiarum, 1555 manuscript. Biblioteca Ambrosiana, Milan.

- Sententiae receptae (en latín). Lyon: Horace Boissat & George Remeus. 1661.